# John Biffen
William John Biffen, baron Biffen, (3 novembre 1930 - 14 août 2007) est un homme politique conservateur britannique. Membre de la Chambre des lords, il a auparavant passé 36 ans à la Chambre des communes et siégé au Cabinet de Margaret Thatcher.

## Jeunesse
Fils de Victor William Biffen, fermier, de Hill Farm, Otterhampton, Bridgwater, Somerset, et de sa femme Edith Annie («Tish») , John Biffen est né à Bridgwater, Somerset, en 1930. Il fait ses études à l'école du village de Combwich, puis à la Dr. Morgan's Grammar School de Bridgwater . Il obtient une bourse d'études au Jesus College de Cambridge, où il passe un baccalauréat spécialisé en histoire. De 1953 à 1960, il travaille pour Tube Investments Ltd.

## Député
Il se présente sans succès contre Richard Crossman à Coventry East en 1959, puis est élu député de la circonscription d'Oswestry, rebaptisée plus tard Shropshire North, lors d'une élection partielle en 1961 jusqu'à sa retraite aux élections générales de 1997.
Au début de sa carrière politique, il est un disciple d'Enoch Powell, votant pour lui à l'Élection à la direction du Parti conservateur britannique de 1965. Biffen est un eurosceptique et vote contre l'entrée de la Grande-Bretagne dans la Communauté économique européenne dans une division parlementaire en 1972 contre son propre parti. Biffen s'est fait le champion d'une politique budgétaire stricte et s'oppose à l'intervention de l'État dans la gestion économique.

### Au gouvernement
Cette position lui barre la voie de l'avancement sous Edward Heath, mais contribue à sa promotion sous Margaret Thatcher. Il sert dans le gouvernement de Thatcher aux postes successifs de Secrétaire en chef du Trésor, de secrétaire d'État au Commerce et de leader de la Chambre des communes. Dans les années 1960, Biffen rejoint la Société du Mont-Pèlerin. Thatcher écrit dans The Downing Street Years (1993) que «(Biffen) avait été un brillant représentant de l'opposition aux politiques économiques auxquelles je croyais. Mais il s'est révélé plutôt moins efficace que je ne l'avais espéré dans la tâche exténuante d'essayer de contrôler les dépenses publiques.
En 1981, Biffen autorise Rupert Murdoch à acheter The Times et The Sunday Times sans passer par la Commission des monopoles . Selon Woodrow Wyatt, qui persuade Thatcher de l'approuver, la Commission "l'aurait certainement bloqué" .
En tant que leader de la Chambre, Biffen utilise la guillotine pour couper court au débat sur la loi de 1986 portant modification des Communautés européennes. Edward Pearce écrit que Biffen "était largement considéré comme le meilleur chef de file de l'après-guerre" .
L'image de Biffen en tant qu'économiste sec s'est adoucie pendant son mandat au gouvernement et il lance des appels publics sans ambages à une plus grande modération de la politique gouvernementale. En 1980, il avertit le pays de se préparer à "trois ans d'austérité sans précédent". En 1981, Biffen prononce un discours lors d'une réunion lors de la conférence du Parti conservateur de cette année au cours de laquelle il affirme que le parti est «à une distance proche des débâcles de 1906 et 1945». Il affirme que, loin de réduire les dépenses publiques, le gouvernement les a augmentées de 2% depuis 1979 et que le gouvernement fait partie d'un consensus de tous les partis en faveur de l'État-providence et des dépenses publiques: "Nous sommes tous des sociaux-démocrates maintenant ", A conclu Biffen dans son discours .
Le 9 février 1986, il déclare que le Toryisme n'est "pas une faction politique rauque" et après les pertes du Parti conservateur aux élections locales de 1986 et les mauvaises performances lors des deux élections législatives partielles tenues simultanément, Biffen est interviewé sur Weekend World par Brian Walden le 11 mai en tant que porte-parole du gouvernement. Il qualifie les résultats de "jeudi noir", déclare que les conservateurs devaient affronter les prochaines élections générales sur un "ticket équilibré" et que "personne ne suppose sérieusement que le Premier ministre serait Premier ministre pendant toute la période de la prochaine législature" . Cela l'a éloigné de Thatcher et entraîné son départ du Cabinet après les élections générales de 1987. Son licenciement n'était pas une surprise, dans la mesure où Bernard Ingham, attaché de presse de Thatcher, l'avait déjà qualifié de membre "semi-détaché" du Cabinet. Thatcher dans ses mémoires décrit le désir de Biffen pour un billet équilibré comme «stupide» et «une recette pour la paralysie» . Dans le mois qui a suivi son limogeage, Biffen a comparé le style de gouvernement de Thatcher à celui d'un "régime stalinien" .

### Retraite
Sur les banquettes arrières, Biffen vote contre la loi de 1988 sur les finances des collectivités locales, qui introduit la Poll tax. Il vote contre le traité de Maastricht et s'est prononcé en faveur d'un Référendum britannique sur la constitution européenne afin de pouvoir voter "non" . Le 3 juin 1997, il est créé pair à vie, en tant que baron Biffen, de Tanat dans le comté de Shropshire.

## Vie privée
Biffen épouse Sarah Wood en 1979. Il a un beau-fils, Nicholas Wood, correspondant au New York Times et International Herald Tribune, et une belle-fille, Lucy .
Il est décédé le 14 août 2007, à l'âge de 76 ans, des suites d'une courte maladie, souffrant d'insuffisance rénale depuis de nombreuses années .